# Олой (село)
Оло́й — село в Эхирит-Булагатском районе Усть-Ордынского Бурятского округа, Иркутская область. Административный центр муниципального образования «Олойское».

## География
Село расположено на северо-восток в 94 км от Иркутска, и 24 км от посёлка Усть-Ордынский, в 1 км южнее Качугского тракта. Высота над уровнем моря — 613 м.
Южнее села протекает речка Ирсай, впадающая в Ордынское озеро.

## Население
| 2002 | 2010 | 2011 | 2012 |
| ---- | ---- | ---- | ---- |
| 829  | ↘672 | ↘670 | ↘647 |

## Инфраструктура
- почтовое отделение[5],
- средняя общеобразовательная школа[6],
- детский сад № 12 «Огонёк»[7].

Основное занятие населения — животноводство.

## Объекты культурного наследия
В 11 км севернее села находится неолитическая стоянка «Олой» — объект культурного наследия регионального значения (Постановление главы администрации УОБАО № 113-п от 15.05.2002).